# K'Ehleyr
K'Ehleyr is een personage uit het Star Trekuniversum, uit de televisieserie Star Trek: The Next Generation. K'Ehleyr wordt gespeeld door de Amerikaanse actrice Suzie Plakson.

## Klingon en mens
K'Ehleyr heeft een Klingon-vader en een menselijke moeder; ze is dus half-Klingon en half-mens. Ze is een Klingon diplomate. In 2359 ontmoette ze Starfleet-officier Worf, waarmee ze een korte maar hevige relatie had.
K'Ehleyr werd in 2365 als speciale afgezant naar de USS Enterprise gestuurd om het Klingon slaapschip IKS T'Ong, dat al vanaf 2290 (toen de Klingons en Federatie nog met elkaar in oorlog waren) in de ruimte rondzwierf, veilig naar het Klingonrijk terug te laten keren. Hier ontmoette ze Worf weer, die haar een aanzoek deed. Ze weigerde en de twee gingen ieder hun eigen weg. (TNG-aflevering "The Emissary")
Later werd ze Federatie-ambassadeur. In 2367 arriveerde ze opnieuw op de Enterprise om kapitein Jean-Luc Picard te adviseren over zijn rol als bemiddelaar bij de verkiezing van de nieuwe Klingon-kanselier, waarvoor Duras en Gowron kandidaat waren. Ze nam hierbij haar zoon Alexander mee, die tot grote ontsteltenis van Worf ook zijn zoon bleek te zijn. Alexander werd geboren uit hun kortstondige relatie in 2359. K'Ehleyr bood aan met Worf te trouwen, maar Worf weigerde omdat hij zijn zoon niet wilde opzadelen met zijn eerverlies uit een eerder confrontatie met Duras. (TNG-aflevering "Sins of the Father")
Na een aanslag bij de kandidaatstelling vermoedde K'Ehleyr dat Duras, net als diens vader, een verrader was die met de Romulanen samenwerkte. Bij haar onderzoek naar het rapport van het Khitomer-incident (waarbij Worf onterecht eerverlies had geleden) werd ze vermoord door Duras. Worf daagde daarop Duras uit tot een tweegevecht, waarbij Duras werd gedood. (TNG-aflevering: "Reunion")